# Severino y Severiano
Severino y Severiano es una serie de historietas cómica creada por Juan Potau al guion y Castillo al dibujo para el seminario infantil Strong en 1970.

## Trayectoria editorial
Severino y Severiano nació a propuesta de Rai Ferrer, director artístico de Strong, quien quería más material autóctono para equilibrar la revista, compuesta en su mayoría por cómics de origen francobelga. La serie no debutó hasta el número 9 de la revista, apareciendo de forma discontinua hasta su cierre. Se recopiló luego en formato álbum.

## Características
En las historietas de Severino y Severiano, de 2 o 4 páginas, se narran, con una imaginación delirante, los estropicios provocados por dos catetos en su difícil integración en la vida moderna.